# Consuegra
Consuegra is een gemeente in de Spaanse provincie Toledo in de regio Castilië-La Mancha met een oppervlakte van 358 km². Consuegra telt 10.328 inwoners (1 januari 2016). Consuegra is beroemd om zijn molens, waarvan er 12 (gereconstrueerd) te vinden zijn.

## Demografische ontwikkeling
Bron: INE; 1857-2011: volkstellingen

## Bezienswaardigheid
Op de heuvel van Calderico bevinden zich verschillende windmolens, die gebruikt werden om graan te malen. De bewaarde molens dateren van de eerste helft van de 19de eeuw.
Door het feit dat de molens zich op een heuvel bevinden, moest er eerst een verharde cirkelvormige ondergrond gebouwd worden.  Een ander typisch karakteristiek is het feit dat de houten bladen van de molens niet vol zijn.  Om de windkracht te verhogen werden ze daarom bedekt met een doek.

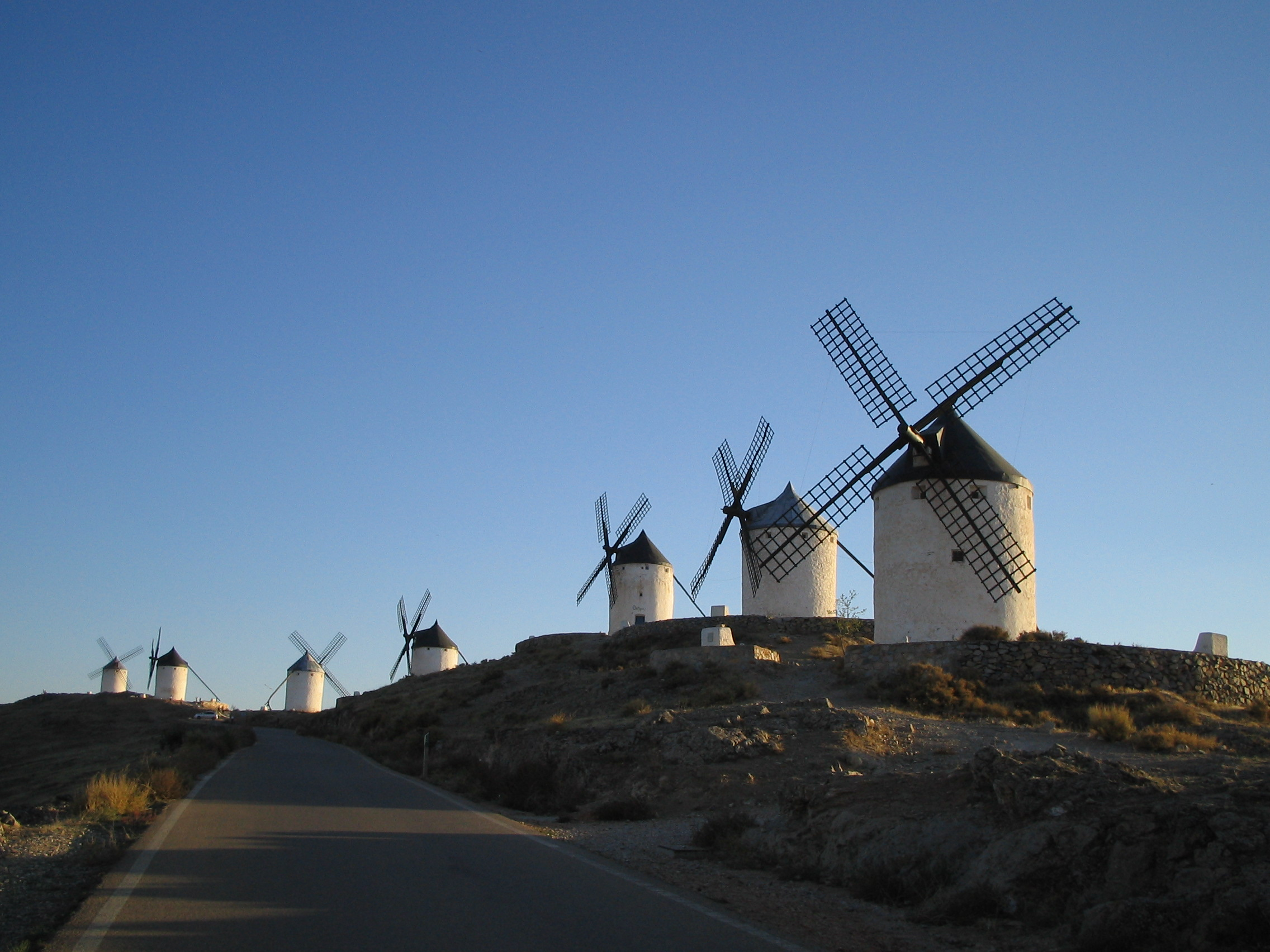
De molens van Consuegra

Ajofrín · Alameda de la Sagra · Albarreal de Tajo · Alcabón · Alcañizo · Alcaudete de la Jara · Alcolea de Tajo · Aldea en Cabo · Aldeanueva de Barbarroya · Aldeanueva de San Bartolomé · Almendral de la Cañada · Almonacid de Toledo · Almorox · Añover de Tajo · Arcicóllar · Argés · Azután · Barcience · Bargas · Belvís de la Jara · Borox · Buenaventura · Burguillos de Toledo · Burujón · Cabañas de la Sagra · Cabañas de Yepes · Cabezamesada · Calera y Chozas · Caleruela · Calzada de Oropesa · Camarena · Camarenilla · Camuñas · Cardiel de los Montes · Carmena · Carranque · Carriches · Casarrubios del Monte · Casasbuenas · Castillo de Bayuela · Cazalegas · Cebolla · Cedillo del Condado · Cervera de los Montes · Chozas de Canales · Chueca · Ciruelos · Cobeja · Cobisa · Consuegra · Corral de Almaguer · Cuerva · Domingo Pérez · Dosbarrios · El Campillo de la Jara · El Carpio de Tajo · El Casar de Escalona · El Puente del Arzobispo · El Real de San Vicente · El Romeral · El Toboso · El Viso de San Juan · Erustes · Escalona · Escalonilla · Espinoso del Rey · Esquivias · Fuensalida · Gálvez · Garciotum · Gerindote · Guadamur · Herreruela de Oropesa · Hinojosa de San Vicente · Hontanar · Hormigos · Huecas · Huerta de Valdecarábanos · Illán de Vacas · Illescas · La Estrella · La Guardia · La Iglesuela · La Mata · La Nava de Ricomalillo · La Puebla de Almoradiel · La Puebla de Montalbán · La Pueblanueva · La Torre de Esteban Hambrán · La Villa de Don Fadrique · Lagartera · Las Herencias · Las Ventas con Peña Aguilera · Las Ventas de Retamosa · Las Ventas de San Julián · Layos · Lillo · Lominchar · Los Cerralbos · Los Navalmorales · Los Navalucillos · Los Yébenes · Lucillos · Madridejos · Magán · Malpica de Tajo · Manzaneque · Maqueda · Marjaliza · Marrupe · Mascaraque · Mazarambroz · Mejorada · Menasalbas · Méntrida · Mesegar de Tajo · Miguel Esteban · Mocejón · Mohedas de la Jara · Montearagón · Montesclaros · Mora · Nambroca · Navahermosa · Navalcán · Navalmoralejo · Navamorcuende · Noblejas · Noez · Nombela · Novés · Numancia de la Sagra · Nuño Gómez · Ocaña · Olías del Rey · Ontígola · Orgaz · Oropesa · Otero · Palomeque · Pantoja · Paredes de Escalona · Parrillas · Pelahustán · Pepino · Polán · Portillo de Toledo · Puerto de San Vicente · Pulgar · Quero · Quintanar de la Orden · Quismondo · Recas · Retamoso de la Jara · Rielves · Robledo del Mazo · San Bartolomé de las Abiertas · San Martín de Montalbán · San Martín de Pusa · San Pablo de los Montes · San Román de los Montes · Santa Ana de Pusa · Santa Cruz de la Zarza · Santa Cruz del Retamar · Santa Olalla · Santo Domingo-Caudilla · Sartajada · Segurilla · Seseña · Sevilleja de la Jara · Sonseca · Sotillo de las Palomas · Talavera de la Reina · Tembleque · Toledo · Torralba de Oropesa · Torrecilla de la Jara · Torrico · Torrijos · Totanés · Turleque · Ugena · Urda · Valdeverdeja · Valmojado · Velada · Villacañas · Villafranca de los Caballeros · Villaluenga de la Sagra · Villamiel de Toledo · Villaminaya · Villamuelas · Villanueva de Alcardete · Villanueva de Bogas · Villarejo de Montalbán · Villarrubia de Santiago · Villaseca de la Sagra · Villasequilla · Villatobas · Yeles · Yepes · Yuncler · Yunclillos · Yuncos